# Tratado de Aranjuez (1777)
O tratado de Aranjuez de 1777 assinado entre Espanha e França estabeleceu as fronteiras entre os territórios espanhol e francês na ilha de Santo Domingo, no mar das Caraíbas.

## Antecedentes

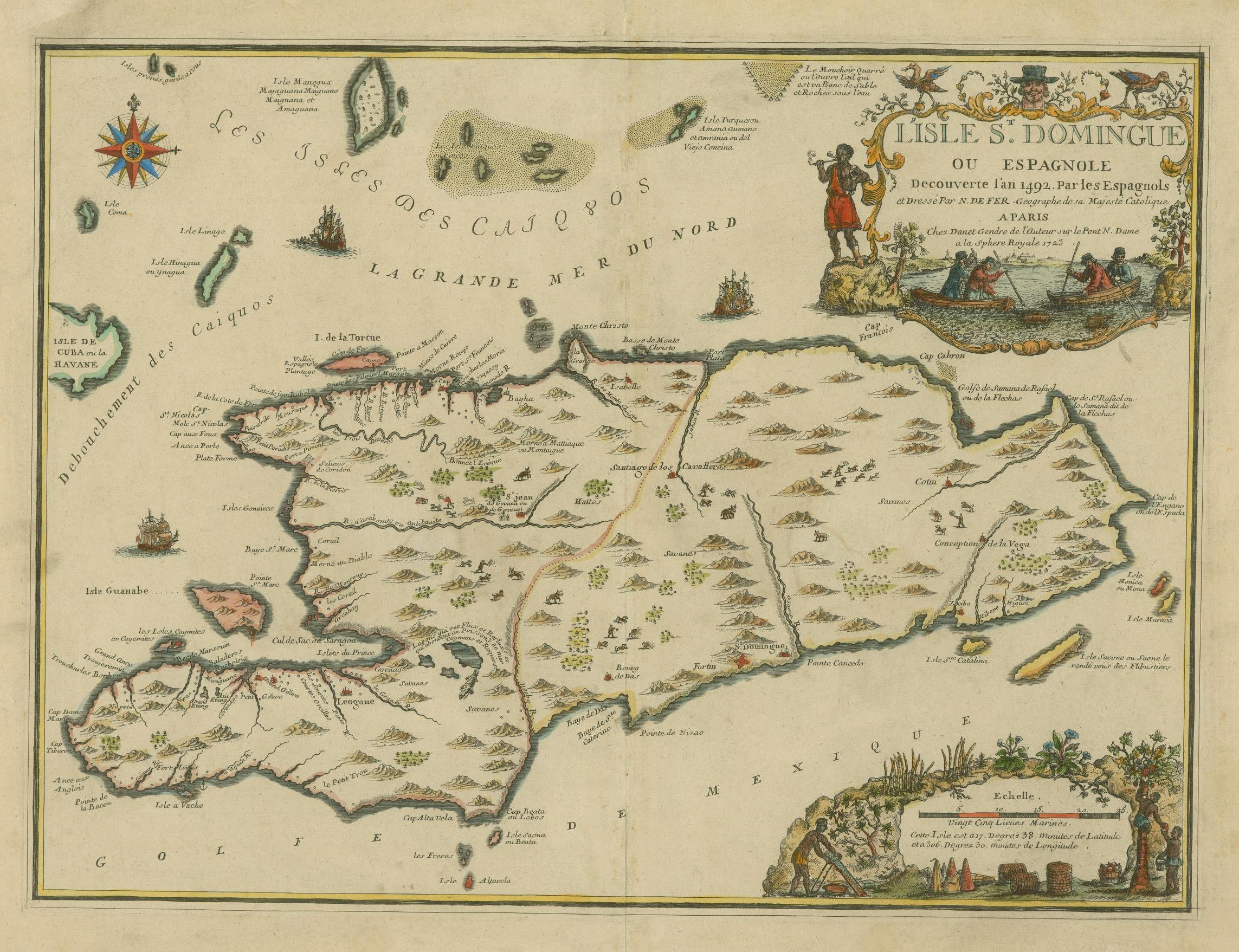
Mapa de Hispaníola do século XVIII.

Segundo os acordos estabelecidos no tratado de Rijswijk de 1697, Espanha cedia a França a parte ocidental da ilha (que actualmente é o Haiti) conservando a parte oriental (actual República Dominicana). Durante todo o século XVIII Espanha e França mantiveram relações cordiais, baseadas sobretudo na relação de parentesco dos monarcas de ambos os países, todos eles pertencentes à Casa de Bourbon.
Em 1773 o capitão-geral da parte espanhola da ilha, José Solano, e o governador da parte francesa, marquês de Valière, assinaram um acordo provisório no qual se definiam os limites entre os territórios de ambos os países na ilha. Em 1776 José Solano e o conde de Ennery ratificariam este acordo com a ajuda de uma comissão de topógrafos que assinalariam fisicamente os limites estabelecidos.

## O tratado
O tratado foi assinado em 3 de junho de 1777 na localidade madrilena de Aranjuez pelo conde de Floridablanca, em nome de Carlos III de Espanha, e pelo marquês de Ossun, em representação de Luís XVI da França.
Nele se fez a relação minuciosa dos limites entre os territórios de ambos os países, baseados nos acordos de 1773 e 1776, e apoiados por um mapa topográfico levantado propositadamente.